# Джинсы-талисман 2
«Джинсы-талисман 2» (англ. The Sisterhood of the Traveling Pants 2) — американский фильм 2008 года, продолжение фильма 2005 года. Сценарий картины основан на книгах серии The Sisterhood of the Traveling Pants Энн Брешер.

## Сюжет
Четыре подруги: Тибби, Лина, Кармен и Бриджет поступили в колледж проводят лето порознь. У девочек были джинсы, которые одинаково хорошо сидели на разнокалиберных фигурах подруг, это были счастливые джинсы, они приносили удачу. Девушки носили джинсы по очереди и пересылали друг другу по почте.
Тибби работала в видеопрокате, писала сценарий, у неё был парень Брайан. Лина училась на художника, начала роман с натурщиком и тайно вздыхала по своему женатому бывшему возлюбленному Костасу. Кармен училась в Йеле и работала ассистенткой у начинающей актрисы Джулии. Бриджет раскапывала древние города в Турции и пыталась разобраться со своими чувствами к покончившей с собой матери, а заодно к отцу и бабушке по материнской линии, Грете. Они регулярно переписывались, перезванивались и иногда даже встречались.
У всех у них возникли разные проблемы. Тибби бросила Брайана, потому что думала, что забеременела. Лина никак не могла разлюбить Костаса, который развелся и захотел восстановить отношения с Линой. Кармен затащил на прослушивание красавец Ян, ей дали роль главную роль Пердиты в Зимней сказке, а с Яном у неё завязались романтические отношения. Но на пути их счастья стоит Джулия, которую Кармен задвинула на задний план. Бриджет уезжает с раскопок к бабушке, чтобы окончательно выяснить своё темное прошлое.
Но все их проблемы постепенно решаются. Тибби воссоединяется с Брайаном. Кармен с блеском играет свою роль и устраняет Джулию. Бриджет налаживает отношения с бабушкой, отцом и примиряется с прошлым.
Воссоединившись всем своим коллективом, подруги отправляются на живописный остров Санторин, чтобы найти джинсы, случайно утопленные сестрой Лины, и в тайне от Лины воссоединить её с Костасом. Прекрасным вечером Лина приходит на рыбачью лодку Костаса, где они клянутся друг другу в вечной любви. Джинсы подруги так и не нашли.

## В ролях
| Актёр              | Роль                   |
| ------------------ | ---------------------- |
| Эмбер Тэмблин      | Тибби Роллинс          |
| Блэйк Лайвли       | Бриджет Вриланд        |
| Алексис Бледел     | Лина Калигарис         |
| Америка Феррера    | Кармен Лоуэл           |
| Шохре Агдашлу      | профессор Назрин Миани |
| Блайт Даннер       | Грета                  |
| Рэйчел Тикотин     | Мама Кармен            |
| Кайл Маклахлен     | Билл Керр              |
| Майкл Рэйди        | Костас Донас           |
| Люси Хэйл          | Эффи Калигарис         |
| Рейчел Николс      | Джулия Бэквит          |
| Эрни Лайвли        | мистер Вриланд         |
| Джесси Уильямс     | Лео                    |
| Леонард Нэм        | Брайан МакБрайан       |
| Том Уисдом         | Йен                    |
| Мария Констадару   | Йиа-Йиа                |
| Стиви Рэй Дэллимор | Найджел О’Бэннон       |
| Эрик Дженсен       | Фил                    |
| Кили Уильямс       | Яффа                   |

## Сборы
Бюджет фильма составил 27 млн. $. В первые выходные собрал 10,678,430 $ (четвёртое место). В прокате с 6 августа по 13 ноября 2008, наибольшее число показов в 2,714 кинотеатрах единовременно. За время проката собрал в мире 44,352,417 $ (100 место по итогам года) из них 44,089,964 $ в США (63 место по итогам года) и 262,453 $ в остальном мире.